# Kirchlengern
Kirchlengern (niederdeutsch: (Kirk-)Liörnern) ist eine kreisangehörige Gemeinde im ostwestfälischen Kreis Herford (Regierungsbezirk Detmold) im Nordosten des Landes Nordrhein-Westfalen. Die Gemeinde liegt rund 25 km nördlich von Bielefeld. Die Gemeinde Kirchlengern in ihrer heutigen Ausdehnung entstand erst in einer Gebietsreform 1969, jedoch werden einige Ortsteile der Gemeinde bereits 1150 erstmals schriftlich erwähnt.

## Geografie

Topographie des Stadtgebietes

### Geografische Lage
Die Gemeinde liegt im Ravensberger Hügelland im unteren Weserbergland und reicht in den nördlichen Gemeindeteilen bis an die Ausläufer des Wiehengebirges. Der Süden der Gemeinde liegt in den Niederungen der Else und der Werre, die beide einen Teil der Grenze zu Löhne im Osten bilden und genau auf der Grenze zu Löhne zusammenfließen. Am Zusammenfluss liegt mit 52 m ü. NN Höhe zugleich der tiefste Punkt der Gemeinde. Höchste Erhebung ist der „Kahle Berg“ (Reesberg) 148 m ü. NN im Süden der Gemeinde. Zum Wiehengebirge im Norden hin steigt das Gelände innerhalb der Gemeindegrenzen bis zu etwa 123 m ü. NN an.
Die nächstgelegenen Großstädte sind das 25 km südlich gelegene Bielefeld und das 40 km westlich gelegene Osnabrück. Die Gemeinde liegt 10 km nördlich der Kreisstadt Herford, 5 km westwärts der Stadt Löhne und 4 km östlich der Stadt Bünde.

### Gewässer
Durch das Gemeindegebiet fließt von West nach Ost die Else und mündet auf der Ostgrenze in die aus Südwesten kommende Werre, um dann letztendlich in die Weser zu entwässern. Von Norden fließen der Else und der Werre vom Wiehengebirge kommend zahlreiche Bäche zu, z. B. der Rehmerloh-Mennighüffer Mühlenbach der den Norden der Gemeinde durchfließt und in Löhne in die Werre entwässert. Von Süden kommend fließt der Brandbach, der auch durch Hiddenhausen und Enger fließt, westlich des Reesbergs der Else zu.

### Geologie

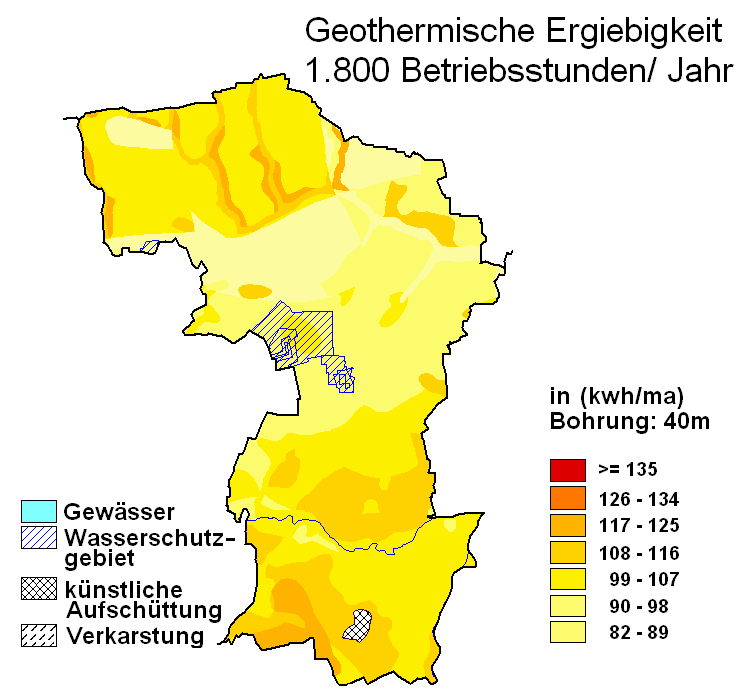
Geothermische Karte von Kirchlengern

Das Gebiet gehört naturräumlich zur Ravensberger Mulde. Die Ravensberger Mulde ist ein leichtwelliges, zwischen 50 und 140 m ü. NN liegendes Hügelland. Zahlreichen kleine Täler (sog. Sieke) schneiden oft unvermittelt und tief in das sonst nur schwach kuppierte Land ein. Geologisch liegen im Wesentlichen Liasplatten mit Lössauflage vor, die durch Zertalung im Pleistozän zum Hügelland umgestaltet wurden. Unter der Lößdecke finden sich teilweise Geschiebelehme. Weitere Hinterlassenschaft der Eiszeiten sind die häufig anzutreffenden Findlinge. Das Elsetal und der Unterlauf der Werre bilden das in westöstlicher Richtung verlaufende Urstromtal der Else-Werre-Niederung.
Kirchlengern eignet sich mittelmäßig bis gut, in einigen Lagen sehr gut, zur Nutzung von geothermischen Wärmequellen mittels Erdwärmesonde und Wärmegewinnung durch Wärmepumpenheizungen (vgl. dazu die nebenstehende Karte).

### Ausdehnung und Nutzung des Stadtgebietes

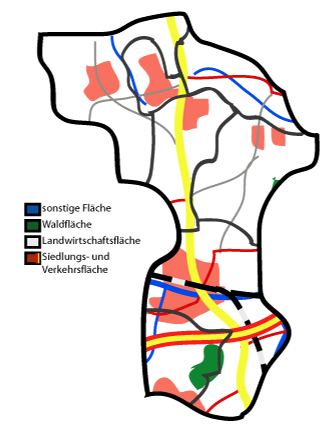
Flächennutzung

Kirchlengern dehnt sich auf einer Fläche von 33,78 km² und ist damit die nach dem noch etwas kleineren Hiddenhausen die zweitflächenkleinste Gemeinde des stark zersiedelten Kreises Herford. Die Form des Gemeindegebietes ist bei einer Länge von 10 km in Nord-Süd-Richtung und bei einer Breite von max. 6,5 km in Ost-West-Richtung verhältnismäßig schmal.
Kirchlengern wurde als Altsiedelland schon früh landwirtschaftlich genutzt. Zusammen mit den Städten Bünde, Hiddenhausen und Löhne bildet der südliche Teil der Gemeinde eine beinahe durchgängige Agglomeration. Die nördlichen Teile der Gemeinde sind weniger stark besiedelt, jedoch ist auch hier wie in der gesamten Gemeinde Wald sehr selten. Auf den durchgängig fruchtbaren Lössgebieten werden Getreide und Mais aber auch zunehmend Raps kultiviert. Folgende Tabelle zeigt die genaue Flächennutzung
| Fläche nach Nutzungsart | Siedlungs- und Verkehrsfläche | Landwirt- schaftsfläche | Wald- fläche | sonstige Freiflächen |
| ----------------------- | ----------------------------- | ----------------------- | ------------ | -------------------- |
| Fläche in Hektar        | 941                           | 2.126                   | 249          | 63                   |
| Anteil an Gesamtfläche  | 27,8 %                        | 62,9 %                  | 7,4 %        | 1,9 %                |

### Nachbargemeinden
Die Gemeinde Kirchlengern grenzt im Norden an die Gemeinde Hüllhorst (Kreis Minden-Lübbecke), im Osten an die Stadt Löhne, im Süden an die Gemeinde Hiddenhausen und im Westen an die Stadt Bünde (alle Kreis Herford).

### Gemeindegliederung

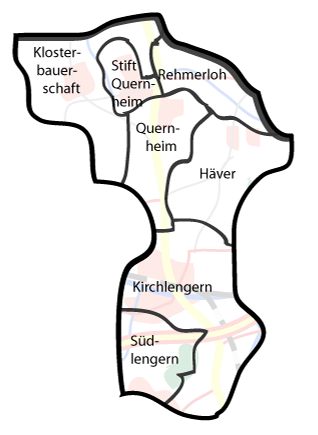
Gemeindegliederung

Die Gemeinde gliedert sich in sieben Ortsteile, von denen Kirchlengern der größte ist. Er ist Namensgeber des 1969 aus unabhängigen Gemeinden des Amtes Kirchlengern hervorgegangenen Zusammenschlusses. Die zuvor selbständige Gemeinde Südlengern wurde bei dieser Neuordnung des Kreises Herford der Gemeinde Kirchlengern (Südlengern-Dorf) sowie der Stadt Bünde (Südlengern-Heide) zugeteilt. Einen nicht offiziellen Ortsteil bildet Oberbehme um das gleichnamige Gut Oberbehme.
| Ortsteil           | Einwohner (31. Dez. 2009) | Fläche (km²) | Dichte (Ew/km²) |
| ------------------ | ------------------------- | ------------ | --------------- |
| Häver              | 1863                      | 5,06         | 368             |
| Kirchlengern       | 5956                      | 9,51         | 626             |
| Klosterbauerschaft | 2482                      | 7,28         | 341             |
| Quernheim          | 1548                      | 3,86         | 401             |
| Rehmerloh          | 195                       | 3,03         | 64              |
| Stift Quernheim    | 1595                      | 1,61         | 991             |
| Südlengern         | 3120                      | 3,43         | 910             |

### Klima
Das vorherrschende Klima ist das atlantische Seeklima. Klimadaten im langjährigen Mittel (1971–2000) für das etwa 10 km Luftentfernung entfernte Herford zeigt nachstehende Tabelle.
|                        | Jan | Feb | Mär | Apr | Mai  | Jun  | Jul  | Aug  | Sep  | Okt | Nov | Dez |   |     |
| Mittl. Temperatur (°C) | 1,8 | 2,2 | 5,3 | 8,4 | 13,0 | 15,6 | 17,7 | 17,4 | 13,8 | 9,8 | 5,4 | 3,1 | ⌀ | 9,5 |
|                        |     |     |     |     |      |      |      |      |      |     |     |     |   |     |
| Niederschlag (mm)      | 72  | 49  | 65  | 53  | 65   | 82   | 69   | 71   | 73   | 61  | 64  | 80  | Σ | 804 |

|  |

|  |

|  |

|  |

|  |

|  |

|  |

|  |

|  |

|  |

|  |

|  |

|  |

|  |

|  |

|  |

|  |

|  |

|  |

|  |

|  |

|  |

|  |

|  |

Im langjährigen Mittel (1961–1990) hatte die Region durchschnittlich 1473 Sonnenstunden pro Jahr (Beobachtungsstation: Herford). Die Wetterdaten für Kirchlengern dürften im langjährigen Mittel nicht bedeutend von den angegebenen Daten aus Herford abweichen, da die Städte in etwa gleich hoch und in vergleichbarer naturräumlichen Lage liegen.

## Geschichte

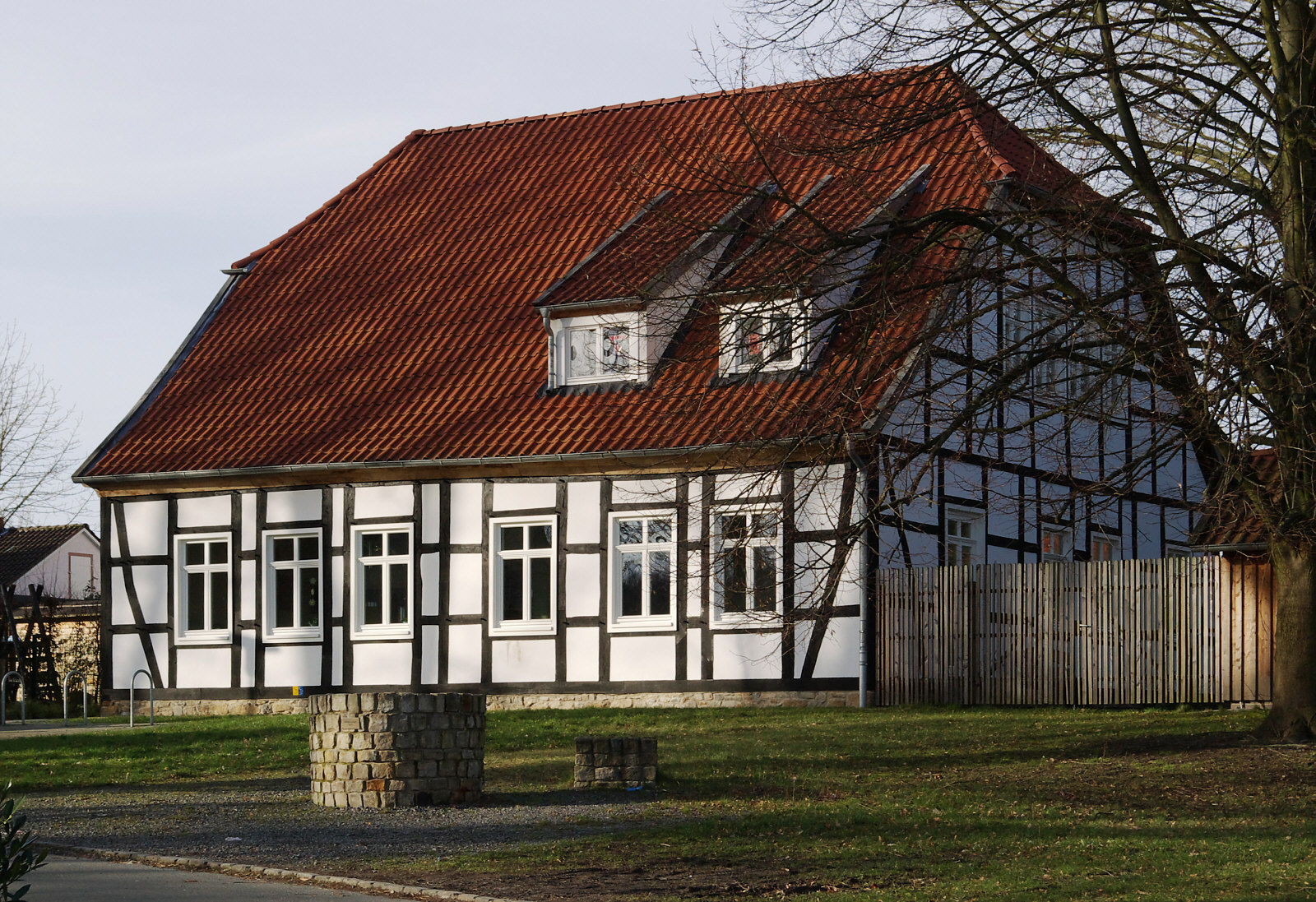
Ehemaliges Gesindehaus in Stift Quernheim

Schon vor dem 9. Jahrhundert gab es erste Ansätze einer Besiedelung. Das Altsiedelland an der Else wurde von sächsischen Engern besiedelt, die dann um 800 von den Franken unter Karl dem Großen christianisiert und unterworfen wurden. Seit dem 12. Jahrhundert existieren erste Erwähnungen der heutigen Gemeinde Kirchlengern. Vermutlich im Jahre 1147 hatte der Bischof von Osnabrück, Philipp von Katzenelnbogen, das Kloster Quernheim als Augustiner-Nonnenkloster gegründet. Deren Basilika (Stiftskirche) stammt aus dem 12. Jahrhundert, wurde jedoch mehrfach umgebaut und geht vermutlich bereits auf einen sakralen Vorgängerbau zurück. Der Ortsteil Stift Quernheim ist damit wahrscheinlich eine der ersten festen Siedlungen Kirchlengerns. Die Ortsteile Häver (erwähnt als Hevere), Kirchlengern (Linegaron) und Quernheim (Quernem) wurden in der Heberolle des Stift Herford um 1150, Südlengern 1151 und Rehmerloh am Ende des 12. Jahrhunderts schriftlich erwähnt. Klosterbauerschaft (ursprünglich auf Niederdeutsch: Burschop beym Closter) entwickelte sich als Bauerschaft rund um das Kloster in Stift Quernheim. Die Bezeichnung für diesen Ortsteil ist jedoch vermutlich erst im 18. Jahrhundert aufgekommen. Im Zuge der Reformation wurde das Kloster in Stift Quernheim 1532 in ein freiweltliches Damenstift umgewandelt. Nach dem Westfälischen Frieden von 1648 fielen das Fürstentum Minden (Gebiet nördlich der Else) und die Grafschaft Ravensberg (südlich der Else) an Brandenburg-Preußen. Von 1807 bis 1810 gehörte das Gebiet zum napoleonischen Königreich Westphalen. Von 1811 bis 1813 wurde das gesamte heutige Gemeindegebiet Frankreich eingegliedert, wo es zum Arrondissement Minden im Departement der Oberen Ems gehörte. 1813 fiel das Gebiet wieder an Preußen und wurde zunächst dem Generalgouvernement zwischen Weser und Rhein unterstellt. 1815 kam es zur neuen Provinz Westfalen und 1816 zum neuen Kreis Bünde.
Am 1. Dezember 1810 wurde das adelige Damenstift zu Quernheim aufgelöst und dessen Besitz 1815 an Preußen überstellt, das ihn bis 1832 als Domäne verwaltete. 1832 wurde das 1816 gegründete Landgericht in Quernheim nach Bünde verlegt. Im gleichen Jahr ging der Kreis Bünde im Kreis Herford auf. Ortsbürgermeister Wilhelm Bacmeister begann 1860 damit, den Grundbesitz des Stifts, zu dem ein Gut und ein Rittergut gehörte, in Parzellen aufgeteilt zu verkaufen. So entstand durch Neusiedler aus den Stiftsländereien seit 1860 die 161 ha umfassende Gemeinde Stift Quernheim mit kleinen Wohnhäusern und bäuerlichen Kleinbesitz.
Um die Mitte des 19. Jahrhunderts brach mit dem Aufkommen mechanischer Webstühle die rein handwerkliche Verarbeitung der Flachsfaser zusammen, außerdem kam es in den Jahren 1847 bis 1850 zu Missernten. Wirtschaftliche Besserung brachte schließlich eine Straßenverbindung von Herford nach Lübbecke via Kirchlengern (heute B239) sowie der Bau einer Eisenbahnstrecke von Löhne in Richtung Osnabrück (Hannoversche Westbahn, Einweihung 1855). Seit 1855 verfügt Kirchlengern damit über einen Bahnhof. Von hier aus entstand 1904 außerdem eine Querverbindung zur Bahnstrecke Hamm–Minden über Herford und Bielefeld. Zwischen 1897 und 1937 war Kirchlengern auch Endhaltepunkt einer Kleinbahnstrecke nach Oberlübbe, die vorwiegend dem Erztransport diente, aber auch Personen beförderte („Wallücker Willem“).
Von 1843 bis 1919 gehörte Kirchlengern zum Amt Mennighüffen des Kreises Herford. 1919 entstand ein eigenes Amt Kirchlengern – Vorläufer der heutigen Gemeinde. 1929 wurden die Gutsbezirke Oberbehme aus dem Amt Herford-Hiddenhausen und Steinlake aus dem Amt Ennigloh in die Gemeinde Kirchlengern eingemeindet.

### Eingemeindungen
Im Zuge der kommunalen Neugliederung in Nordrhein-Westfalen wurde am 1. Januar 1969 aus dem Amt Kirchlengern (mit Häver, Kirchlengern, Klosterbauerschaft, Quernheim, Rehmerloh, Stift Quernheim) sowie Südlengern-Dorf und kleinen Teilen der Gemeinde Spradow die neue Gemeinde Kirchlengern gebildet.

### Einwohnerentwicklung
Folgende Tabelle zeigt die Einwohnerentwicklung seit 1969:
| Datum | Einwohner |
| ----- | --------- |
| 19692 | 13.705    |
| 19742 | 14.540    |
| 19751 | 14.562    |
| 19801 | 14.511    |
| 19851 | 14.354    |
| 19901 | 14.714    |
| 19951 | 15.443    |
| 20001 | 16.070    |
| 20051 | 16.492    |
| 20101 | 16.195    |
| 20151 | 16.951    |
| 20181 | 16.074    |
| 20241 | 17.145    |

1 Quelle: Webseite Kirchlengern / Zahlen, Daten, Fakten.

2 Quelle: Landesamt für Statistik

## Religion

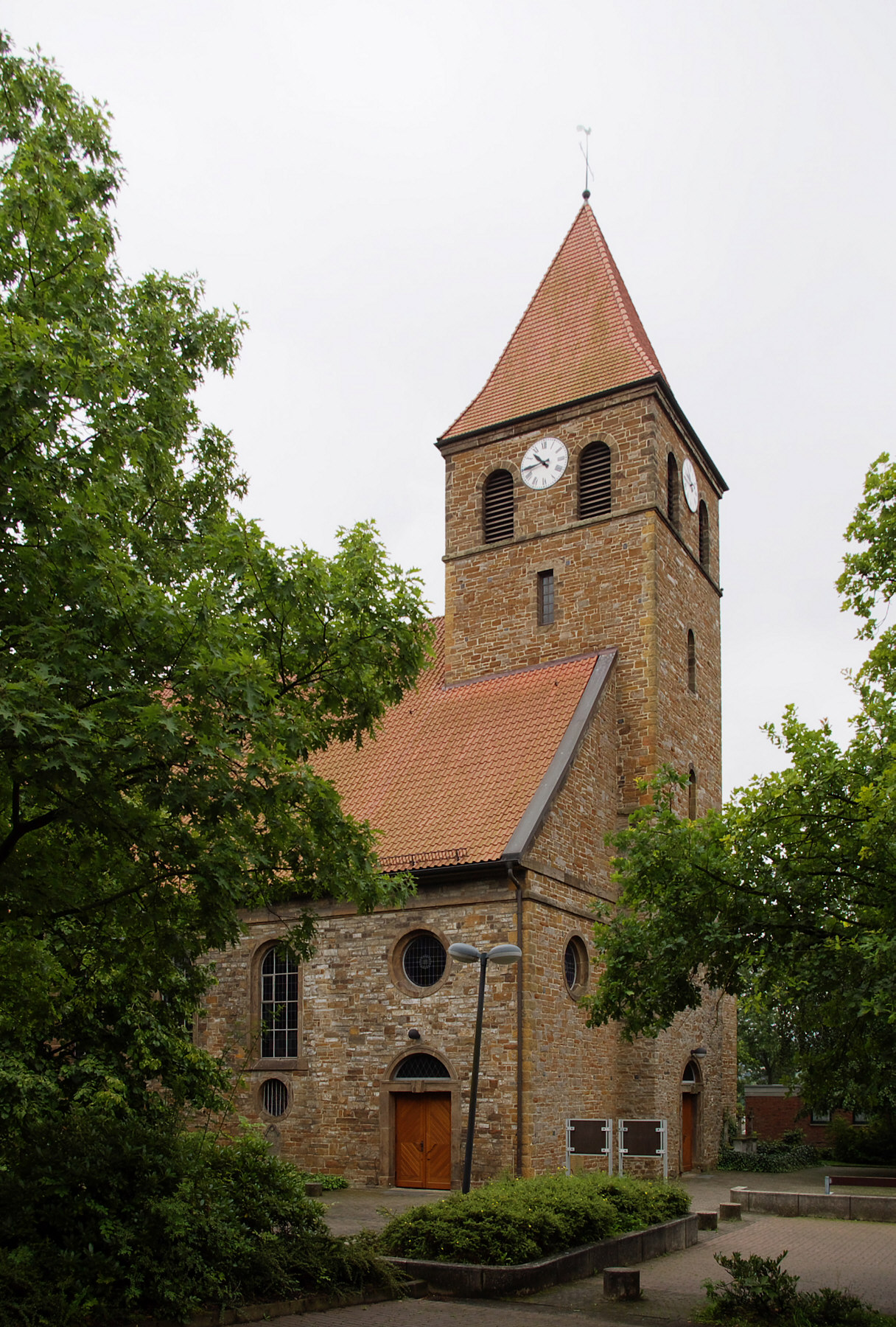
Evangelische Kirche Kirchlengern

### Konfessionsstatistik
Die Bevölkerung ist überwiegend evangelisch, mit Stand 2006 waren 66,7 % der Einwohner evangelische Kirchenmitglieder, weitere 8,53 % waren römisch-katholische Kirchenmitglieder. 24,9 % der Bürger gehörten einer anderen Konfession an oder waren konfessionslos.
Mit Stand Juni 2025 waren von den Einwohnern 50,2 % evangelisch, 7,9 % katholisch und 41,8 % der Einwohner hatten eine Sonstige oder keine Konfessionszugehörigkeit. Der Anteil der evangelischen und katholischen Kirchenmitglieder an der Gesamtbevölkerung ist demnach im beobachteten Zeitraum gesunken.
- Evangelische Kirchengemeinden in der Evangelischen Kirche von Westfalen sind die Evangelische Kirchengemeinde Hagedorn, die Evangelisch-lutherische Kirchengemeinde Kirchlengern, die Evangelisch-lutherische Kirchengemeinde Stift Quernheim und die Evangelisch-lutherische Lydia-Kirchengemeinde Bünde für den Ortsteil Südlengern.
- Eine Evangelisch-Freikirchliche Gemeinde ist die Evangelische freie Gemeinde Kirchlengern.
- Römisch-katholische Gemeinden sind die zum Pastoralverbund Bünder Land gehörenden Gemeinden St. Canisius und St. Xaverius in Stift Quernheim und Sankt Marien im Ortsteil Kirchlengern. Hier war der spätere Bischof des Erzbistums Paderborn, Matthias König, Pastor.
- Weitere Neue Religiöse Bewegungen sind die Neuapostolische Kirche des Landes Nordrhein-Westfalen, und der Königreichssaal der Zeugen Jehovas und die Freie Bibelgemeinde Kirchlengern, die sich in Kirchlengern erstmals als Abspaltung der Zeugen Jehovas etablierten.

## Politik

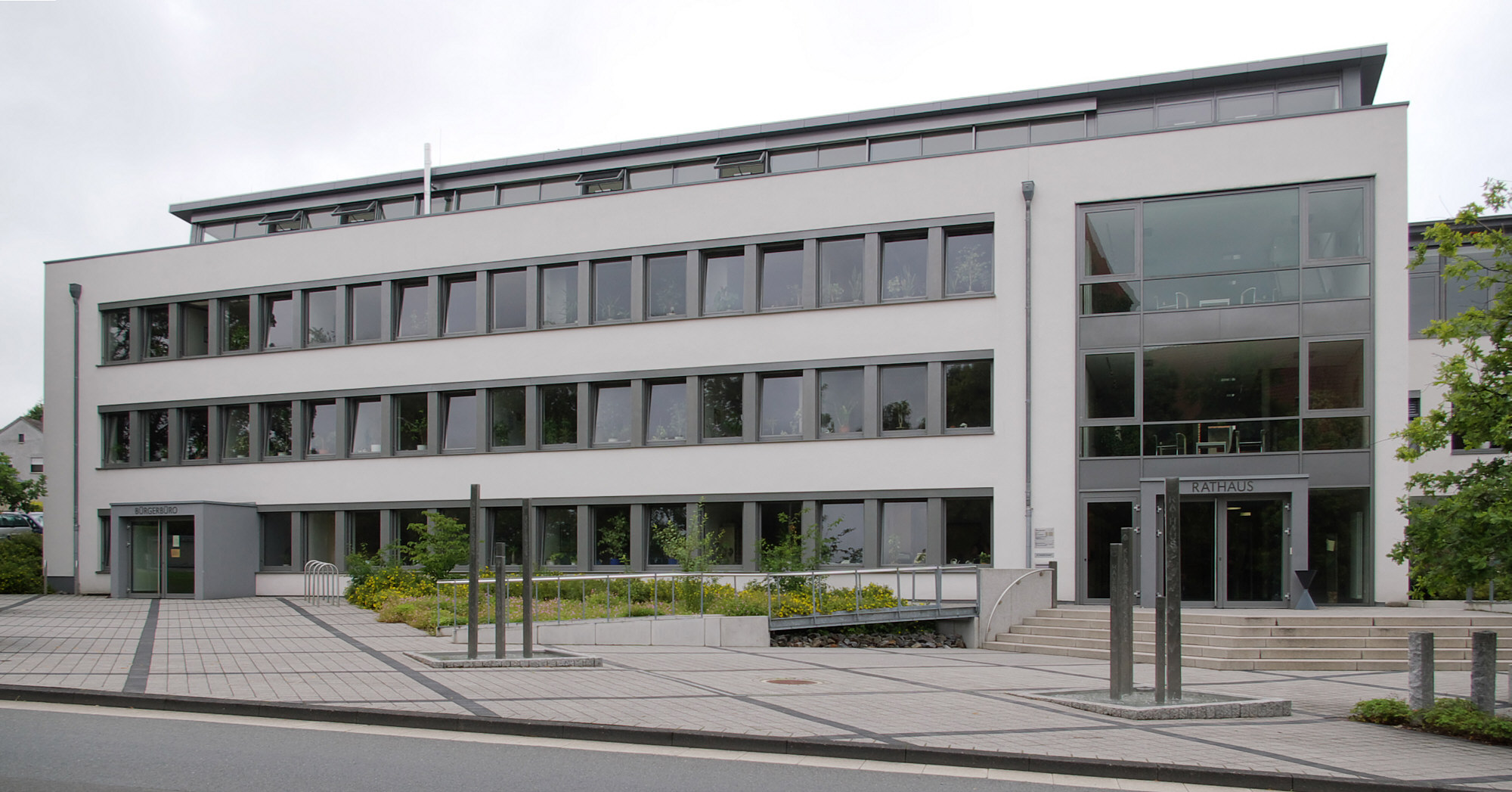
Rathaus

Kirchlengern ist eine kreisangehörige Gemeinde im Kreis Herford. Kreisstadt ist Herford. Kirchlengerns Bürger wählen seit 1999 den Bürgermeister in einer Direktwahl. Daneben wählen sie einen Gemeinderat mit zurzeit 34 Vertreterinnen und Vertretern.

### Gemeinderat
- SPD: 11
- Grüne: 6
- UWG: 2
- FDP: 1
- CDU: 14

Die Politik der Gemeinde Kirchlengern wird derzeit von vier Parteien und einer Wählervereinigung gestaltet. Der 2009 gewählte Gemeinderat hat 34 Mitglieder. Hinzu kommt der Bürgermeister als Ratsvorsitzender. Die folgende Tabelle zeigt die Zusammensetzung des Rates und die Kommunalwahlergebnisse seit 1975:
| Rat der Gemeinde Kirchlengern: Wähleranteil und Gemeinderäte seit 1975 | Rat der Gemeinde Kirchlengern: Wähleranteil und Gemeinderäte seit 1975 | Rat der Gemeinde Kirchlengern: Wähleranteil und Gemeinderäte seit 1975 | Rat der Gemeinde Kirchlengern: Wähleranteil und Gemeinderäte seit 1975 | Rat der Gemeinde Kirchlengern: Wähleranteil und Gemeinderäte seit 1975 | Rat der Gemeinde Kirchlengern: Wähleranteil und Gemeinderäte seit 1975 | Rat der Gemeinde Kirchlengern: Wähleranteil und Gemeinderäte seit 1975 | Rat der Gemeinde Kirchlengern: Wähleranteil und Gemeinderäte seit 1975 | Rat der Gemeinde Kirchlengern: Wähleranteil und Gemeinderäte seit 1975 | Rat der Gemeinde Kirchlengern: Wähleranteil und Gemeinderäte seit 1975 | Rat der Gemeinde Kirchlengern: Wähleranteil und Gemeinderäte seit 1975 | Rat der Gemeinde Kirchlengern: Wähleranteil und Gemeinderäte seit 1975 | Rat der Gemeinde Kirchlengern: Wähleranteil und Gemeinderäte seit 1975 | Rat der Gemeinde Kirchlengern: Wähleranteil und Gemeinderäte seit 1975 |
| --- | ---------------------------------------------------------------------- | ---------------------------------------------------------------------- | ---------------------------------------------------------------------- | ---------------------------------------------------------------------- | ---------------------------------------------------------------------- | ---------------------------------------------------------------------- | ---------------------------------------------------------------------- | ---------------------------------------------------------------------- | ---------------------------------------------------------------------- | ---------------------------------------------------------------------- | ---------------------------------------------------------------------- | ---------------------------------------------------------------------- | ---------------------------------------------------------------------- |
| | CDU                                                                    | CDU                                                                    | SPD                                                                    | SPD                                                                    | UWG                                                                    | UWG                                                                    | Bündnis 90/Die Grünen                                                  | Bündnis 90/Die Grünen                                                  | FDP                                                                    | FDP                                                                    | Gesamt                                                                 | Gesamt                                                                 | Wahl- beteiligung                                                      |
| Wahlperiode | %                                                                      | Mandate                                                                | %                                                                      | Mandate                                                                | %                                                                      | Mandate                                                                | %                                                                      | Mandate                                                                | %                                                                      | Mandate                                                                | %                                                                      | Gesamtanzahl der Sitze im Rat                                          | %                                                                      |
| 1975–1979 | 39,37                                                                  | 13                                                                     | 52,50                                                                  | 18                                                                     |                                                                        |                                                                        |                                                                        |                                                                        | 8,12                                                                   | 2                                                                      | 100                                                                    | 33                                                                     | 88,82                                                                  |
| 1979–1984 | 41,62                                                                  | 14                                                                     | 50,94                                                                  | 17                                                                     |                                                                        |                                                                        |                                                                        |                                                                        | 7,44                                                                   | 2                                                                      | 100                                                                    | 33                                                                     | 77,50                                                                  |
| 1984–1989 | 35,46                                                                  | 12                                                                     | 51,77                                                                  | 18                                                                     | 9,28                                                                   | 3                                                                      |                                                                        |                                                                        | 3,48                                                                   | 0                                                                      | 100                                                                    | 33                                                                     | 71,97                                                                  |
| 1989–1994 | 34,51                                                                  | 12                                                                     | 51,93                                                                  | 18                                                                     | 8,31                                                                   | 2                                                                      |                                                                        |                                                                        | 5,25                                                                   | 1                                                                      | 100                                                                    | 33                                                                     | 69,78                                                                  |
| 1994–1999 | 36,41                                                                  | 12                                                                     | 44,93                                                                  | 17                                                                     | 12,45                                                                  | 4                                                                      |                                                                        |                                                                        | 2,31                                                                   | 0                                                                      | 100                                                                    | 33                                                                     | 85,19                                                                  |
| 1999–2004 | 37,62                                                                  | 13                                                                     | 44,93                                                                  | 15                                                                     | 17,45                                                                  | 6                                                                      |                                                                        |                                                                        | −                                                                      | −                                                                      | 100                                                                    | 34                                                                     | 61,30                                                                  |
| 2004–2009 | 39,74                                                                  | 14                                                                     | 41,93                                                                  | 14                                                                     | 14,80                                                                  | 5                                                                      |                                                                        |                                                                        | 3,53                                                                   | 1                                                                      | 100                                                                    | 34                                                                     | 57,44                                                                  |
| 2009–2014 | 41,61                                                                  | 14                                                                     | 36,55                                                                  | 12                                                                     | 8,31                                                                   | 3                                                                      | 8,12                                                                   | 3                                                                      | 5,41                                                                   | 2                                                                      | 100                                                                    | 34                                                                     | 58,01                                                                  |
| 2014–2020 | 45,8                                                                   | 15                                                                     | 35,2                                                                   | 12                                                                     | 8,9                                                                    | 3                                                                      | 8,7                                                                    | 3                                                                      | 2,4                                                                    | 1                                                                      | 100                                                                    | 34                                                                     | 56,2                                                                   |
| 2020– | 41,64                                                                  | 14                                                                     | 31,46                                                                  | 11                                                                     | 6,77                                                                   | 2                                                                      | 16,14                                                                  | 6                                                                      | 3,74                                                                   | 1                                                                      | 1001                                                                   | 34                                                                     | 58,72                                                                  |
| Prozentanteile gerundet. Quellen: Landesdatenbank NRW; Landesbetrieb Information und Technik NRW; Kommunales Rechenzentrum Minden-Ravensberg/Lippe UWG: Unabhängige Wählergemeinschaft; 12020 zudem: PARTEI: 0,25 % |                                                                        |                                                                        |                                                                        |                                                                        |                                                                        |                                                                        |                                                                        |                                                                        |                                                                        |                                                                        |                                                                        |                                                                        |                                                                        |

### Bürgermeister
Kirchlengerns Bürgermeister ist Rüdiger Meier (CDU), der am 26. September 2004 mit 56,17 Prozent erstmals direkt von den Bürgerinnen und Bürgern der Gemeinde gewählt wurde. Am 30. August 2009 wurde er mit 60,30 Prozent, 2014 mit 65,2 Prozent und erneut 2020 mit 55,60 Prozent der Stimmen wiedergewählt. Sein Vorgänger war Werner Helmke (SPD), der 1999 in einer Stichwahl mit 58,7 Prozent der gültigen Stimmen gewählt wurde. Weitere Vorgänger:
- Friedrich Hartmann (um 1975)
- August Renken (um 1978)
- Heinrich Stüwe
- Rolf Breitenbürger (1984–1991, † 2022)
- Günter Schröder
- Werner Helmcke

### Wappen
Der Gemeinde Kirchlengern ist mit Urkunde des Regierungspräsidenten in Detmold vom 15. Februar 1972 das Recht zur Führung eines Wappens verliehen worden. Es zeigt ein Schild von Rot und Silber geteilt; oben drei aus einem Stiel hervorwachsende Eicheln, unten ein roter Balken. Die in das obere mindensche rote Feld gestellten drei silbernen Eicheln weisen auf den ehemaligen Wirtschaftsverband der Quernheimer Mark hin (siehe: Adelsgeschlecht Quernheim). Die Grenzen derselben decken sich nach Ausschluss der Gemeinde Spradow im Wesentlichen mit denen des früheren Amtes Kirchlengern, das ein identisches Wappen führte. Rot ist die Farbe des Territoriums Minden. Silber weist auf geschichtliche und territorial-nachbarliche Beziehungen zur Grafschaft Ravensberg, mit der das Territorium Minden seit 1719 eine Verwaltungsprovinz des brandenburgisch-preußischen Staates bildete und auf die Zugehörigkeit der Gemeinde zum Wittekindkreis Herford hin.
Der Gemeinde Kirchlengern ist mit Urkunde des Regierungspräsidenten in Detmold vom 15. Februar 1972 außerdem das Recht zur Führung einer Flagge verliehen worden. Sie ist von Rot und Weiß längs gestreift.

### Partnerstädte
Tännesberg im oberpfälzischen Landkreis Neustadt an der Waldnaab in Bayern ist seit 1982 Partnergemeinde. Der Ort hat rund 1500 Einwohner.

## Kultur

### Theater
Kirchlengern hat kein Theater, aber das Kulturprogramm der Gemeinde Kirchlengern „Kultur im Forum“ in der Erich Kästner-Gesamtschule Kirchlengern. Das örtliche Kino Lichtblick zeigt auf einer nur 2,50 mal 6 Meter großen Leinwand Filme abseits des Mainstreams, frühestens 8 Wochen nach Bundesstart. Die Zuschauer können das Programm durch Wünsche mitbestimmen.

### Museen

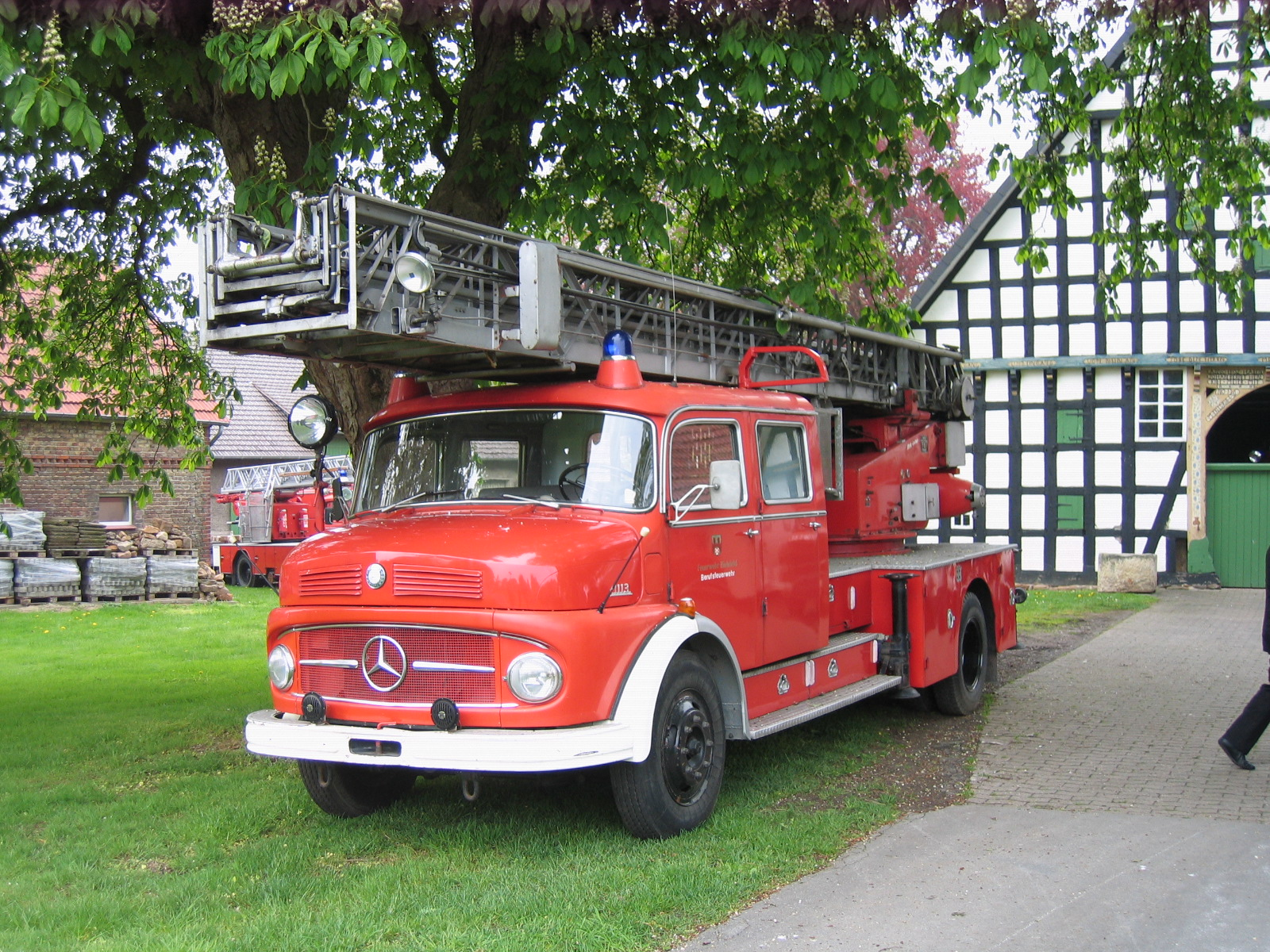
Leiterwagen im Feuerwehrmuseum

Im Feuerwehrmuseum Kirchlengern-Quernheim im Ortsteil Häver sind auf über 1000 m² historische Feuerwehruniformen, Ausrüstungen und Feuerwehrfahrzeuge ausgestellt. Die Sammlung ist in die Abteilungen Atemschutz, Uniformen, Auszeichnungen und Orden, Wasserförderung und Motorisierung gegliedert. Highlights der Sammlung sind die Fahrzeuge und die Drehleitern, die allesamt einsatzbereit sind. Das Feuerwehrmuseum befindet sich in einem umgebauten Bauernhaus aus dem 18. Jahrhundert kann jeden ersten und letzten Sonntag im Monat besichtigt werden.
Das Bauernbad Rehmerloh ist ein historisches Bade- und Logierhaus von 1883. Damals diente es als öffentliches Reinigungsbad für die Landbevölkerung. Diese badete meist am Wochenende, so dass unter der Woche Heilbäder mit „gesunden“ Badezusätzen durchgeführt wurden. Das Bad war bis 1973 in Betrieb, wurde von 1996 bis 2002 saniert, und ist seither als Museum für Besucher geöffnet.

### Musik
In Südlengern ist eine Ortsgruppe der musikbezogenen christlichen Organisation Ten Sing ansässig. Daneben gibt es u. a. den Gospel-Chor Kirchlengern e. V., den Evangelischer Kirchenchor Kirchlengern, den Männergesangsverein MGV 1898 Stift Quernheim und den Posaunenchor des CVJM Kirchlengern. Im alten Grundschulgebäude, unweit des Rathauses, ist die Musikschule Kirchlengern ansässig.

### Bauwerke
Insgesamt hat Kirchlengern 35 unter Denkmalschutz stehende Baudenkmäler, darunter:

#### Stiftskirche

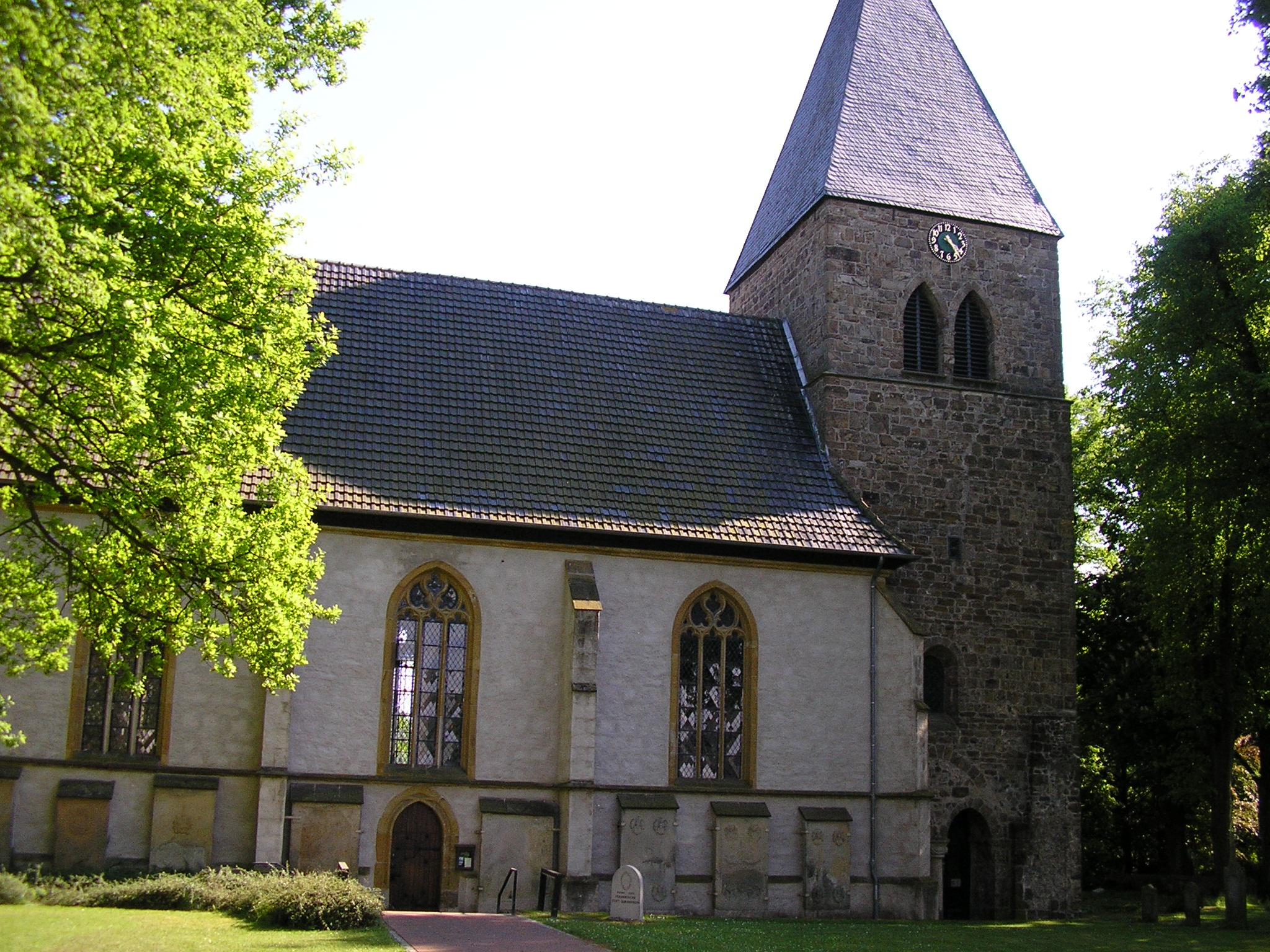
Die Stiftskirche

Die Stiftskirche in Stift Quernheim ist ein im Kern romanischer Bau aus dem 12. Jahrhundert. Im 16. Jahrhundert wurde das Mittelschiff im Stil der Spätgotik nach Norden erweitert und neu gewölbt. Die Kirche ist die Keimzelle Kirchlengerns, ehemaliges Kloster und Damenstift. Sehr beeindruckend ist ein mehrteiliger spätgotischer Flügelaltar aus der Zeit um 1525.

#### Herrenhaus

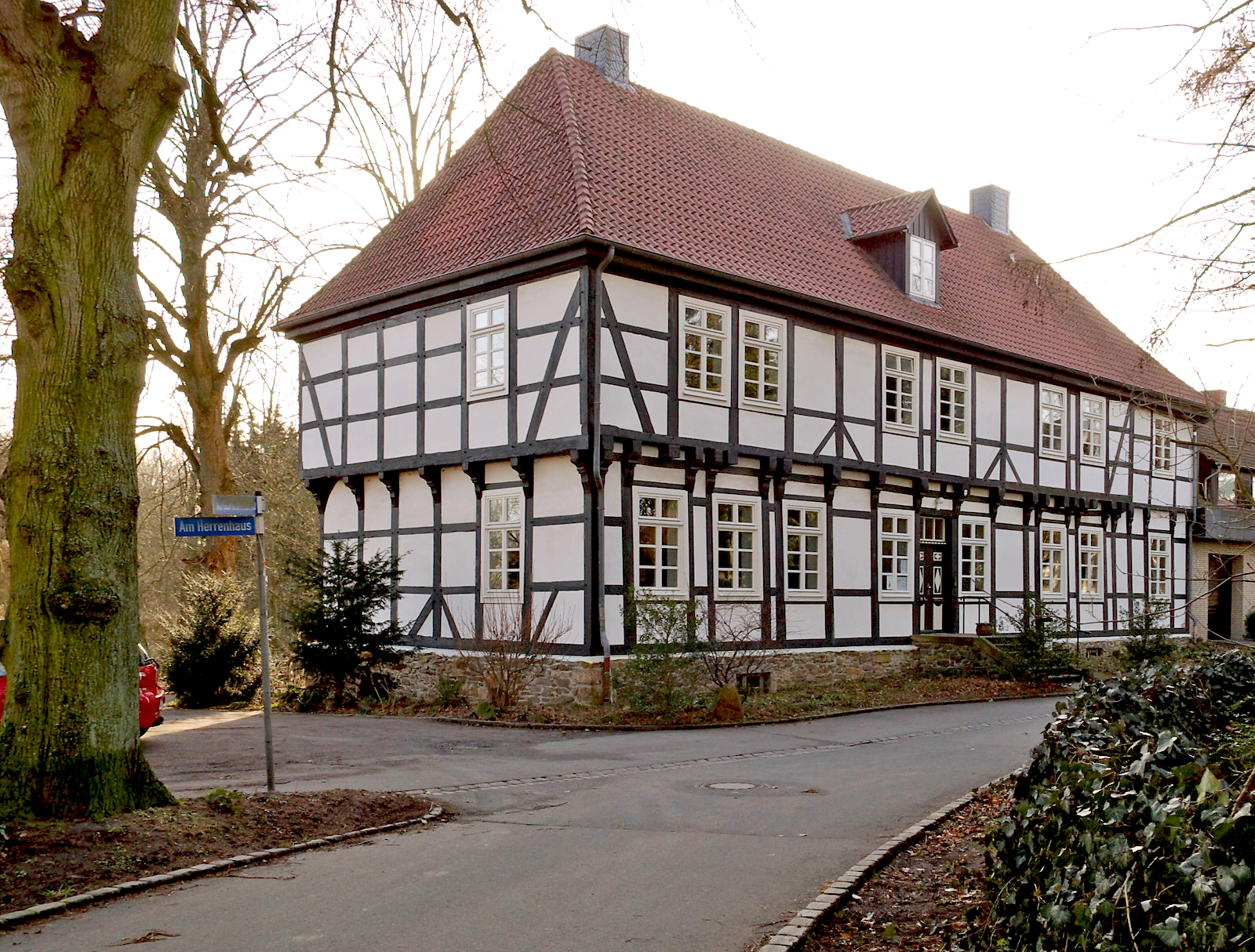
Herrenhaus

Gleich neben der Stiftskirche steht das „Herrenhaus“ genannte Äbtissinnenhaus von 1676. Es wurde als Wohnhaus für etwa 30 Vorsteherinnen des Damenstifts Quernheim gebaut. Das Stift wurde 1810 im Zuge der Säkularisation aufgelöst und zunächst als preußische Staatsdomäne weitergeführt. Preußen verkaufte 1832 an Kommissionsrat Conrad Delius in Minden und Delius übergab das Herrenhaus seinem Schwiegersohn, Major a. D. Wilhelm Bacmeister zu Grapenstein (1791–1874). Dieser bewohnte das Gebäude bis 1861 und ließ es 1837 um 6,5 m verlängern. 1861 wurde es wegen Geldsorgen Bacmeisters an die Zigarrenmanufaktur Steinmeister & Wellensiek verkauft, die das Haus nochmals erweiterten und eine Zigarrenmanufaktur einrichteten. Es wurde bis 1971 genutzt und stand 1976 unmittelbar vor dem Abriss. Seit 1993 ist im Herrenhaus die Biologische Station Ravensberg im Kreis Herford beheimatet. In einem Raum mit einem historischen Deckengemälde werden seit 1998 außerdem Trauungen vorgenommen.

#### Gut Oberbehme und Gut Steinlake
Die Wasserburg bzw. Gut Oberbehme wurde erstmals 1450 erwähnt. Bis ins 17. Jahrhundert gehörte es der Familie von Quernheim. 1734 erwarb Friedrich von der Horst zu Haldem das Gut von den Brüdern von Cornberg. In engster Nachbarschaft lag das Gut Niederbehme, das bis ins 19. Jahrhundert der Familie von Quernheim gehörte, die auch das Gut Ulenburg in Löhne besaß. Das sorgte für Streitigkeiten. Nur ein Jahr nach dem Erwerb überließ der Freiherr von der Horst dem Herrn von Quernheim zu Niederbehme daher die Gebäude von Oberbehme und erbaute in Gut Steinlake neues Gutsgebäude. Die Rechte von Oberbehme gingen auf Steinlake über, während die Rechte von Niederbehme, dessen Gebäude abgebrochen wurden, auf Oberbehme übertragen wurden. Dafür konnte für das Gut Steinlake auch Abbruchmaterial des Gutes Niederbehme benutzt werden.
Das Rittergut Steinlake im Barockstil, 1735 angelegt durch Friedrich von der Horst zu Haldem, ist seit 1789 im Besitz der Familie Borries. 1789 verkaufte Julius August von der Horst Steinlacke an Franz Christian von Borries. 1803 ging es an Philipp von Borries, dessen Nachfahren es noch heute besitzen. Das Anwesen war einst 170 Hektar groß. Heute lebt Dr. Reyner von Borries in dem Herrenhaus des Rittergutes Steinlake. Den Rest des Gutes hat er verpachtet. Zum Gut gehört ein Park.

#### Otto, der Schrottmann
Die unter dem Namen Otto, der Schrottmann bekannte Skulptur war Kunstwerk und Werbeträger einer Tankstellenkette zugleich. Der über 10 Meter hohe, eindeutig als Mann zu erkennende Koloss aus Schrott stand zunächst in Hiddenhausen und wanderte dann weiter nach Kirchlengern-Häver. Anfang des Jahres 2007 wurden ihm dort der Sturm Kyrill und sein exponierter Standort auf dem Hüller Berg zum Verhängnis. Er knickte ein und fiel beinahe auf die Tankstelle.

#### Weitere Bauwerke
- Ostermeiers Hof ist ein typisch westfälisches Fachhallenhaus im Herzen Kirchlengerns. Die Räumlichkeiten des ehemaligen Bauernhauses Ostermeiers Hof dienen der Öffentlichkeit sowohl als kulturelles Begegnungszentrum als auch der Gemeindebücherei.
- Hof Tiemeier im Stadtteil Südlengern ist ebenfalls ein westfälisches Hallenhaus. Es stammt von 1605 und ist damit eines der ältesten erhaltenen Bauernhäuser in Kirchlengern und darüber hinaus.
- Die Brausemühle war eines der ersten Kraftwerke im Elsetal und versorgte Süd- und Kirchlengern mit Strom. Der junge Müllermeister Heinrich Schürmann, der 1872 in der Nienburger Mühle in Bünde-Hunnebrock geboren wurde, erlernte an der Mühlereifachschule in Leipzig Kenntnisse über Wasserturbinen. 1898 heiratete er in den Mühlenbetrieb ein und übernahm von seinem Schwiegervater die Leitung der Mühle. Heinrich Schürmann installierte 1902 den ersten Dynamo hinter der Wasserturbine an der Brausemühle. Darauf lud er zu einer öffentlichen Vorführung der Kohlefadenlampe in der Bahnhofsgaststätte Rabe ein. Die ersten Leitungen wurden von der Brausemühle zur Zigarrenfabrik Heinecke in Kirchlengern gezogen. Ein zweiter Leitungsstrang führte zur Bäckerei Wöhrmann und, auf Betreiben des Hauptlehrers Kirchhoff, weiter zur Schule Südlengern-Dorf.
- Der Bau der mit Betonpfeilern gestützten Elsetalbrücke über das Tal und die Autobahn wurde in der Sendung mit der Maus dokumentiert. Eine Kamera auf dem Dach des benachbarten Kraftwerks machte jeden Tag ein Foto vom Baufortschritt, welche dann im Zeitraffer gezeigt wurden. Die Brücke wurde im sogenannten Taktschiebeverfahren mit einem Vorbauschnabel erstellt, also quasi schrittweise von einer Seite über die Pfeiler geschoben.

### Parks und Naturschutzgebiete
Im Norden ist ein 5-Sterne-Nordic-Walking-Park mit Rundwegen von 4 bis 18 km angelegt. Zum Rittergut Steinlake gehört ein öffentlich nicht zugänglicher 4 Hektar großer Park mit einer breiten Rasenachse und großen Solitärbäumen. Der Park ist im Zustand des 19. Jahrhunderts erhalten. Im Park steht eine 1,6 m lange Walfischrippe.
In Kirchlengern sind Teile des Rehmerloh-Mennighüffer Mühlenbachs und der Elseauen geschützt. Insgesamt stehen rund 240,1 ha unter Naturschutz, das entspricht etwa 7,13 % des Gemeindegebiets.

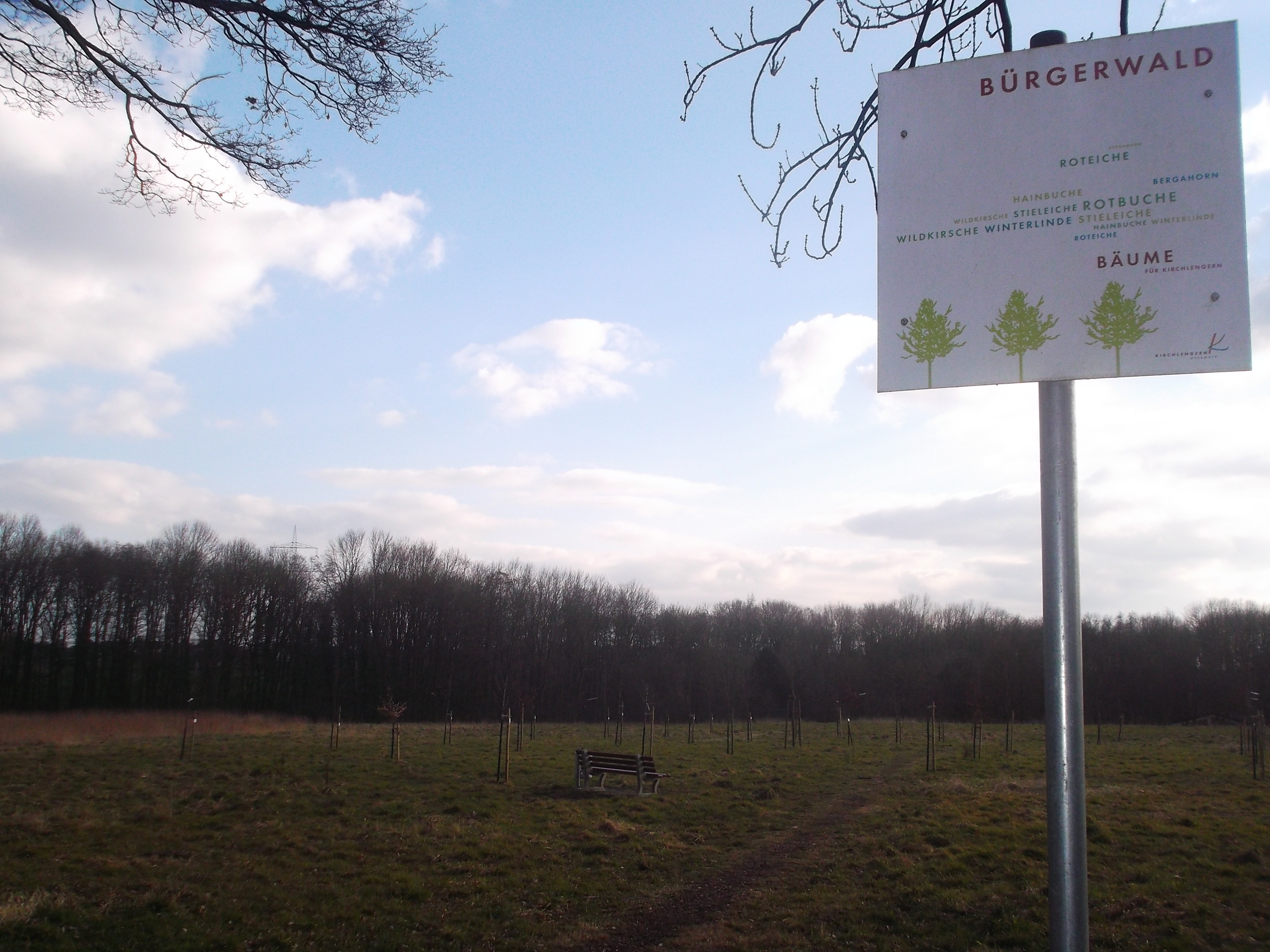
Bürgerwald in Häver

Seit dem Jahr 2012 existiert auf einer gemeindeeigenen Fläche nahe dem Klärwerk des Ortsteils Häver ein Bürgerwald, in dem die Bürger Patenschaften für Bäume übernehmen können. Bislang wurden hier 64 Bäume (Stand 2015) zu besonderen Anlässen wie Hochzeiten, Jubiläen, Taufen oder runden Geburtstagen gepflanzt. Zur Wahl stehen Berg-Ahorn, Hainbuche, Rotbuche, Roteiche, Stieleiche, Wildkirsche und Winterlinde.

### Sport

#### Allgemeines

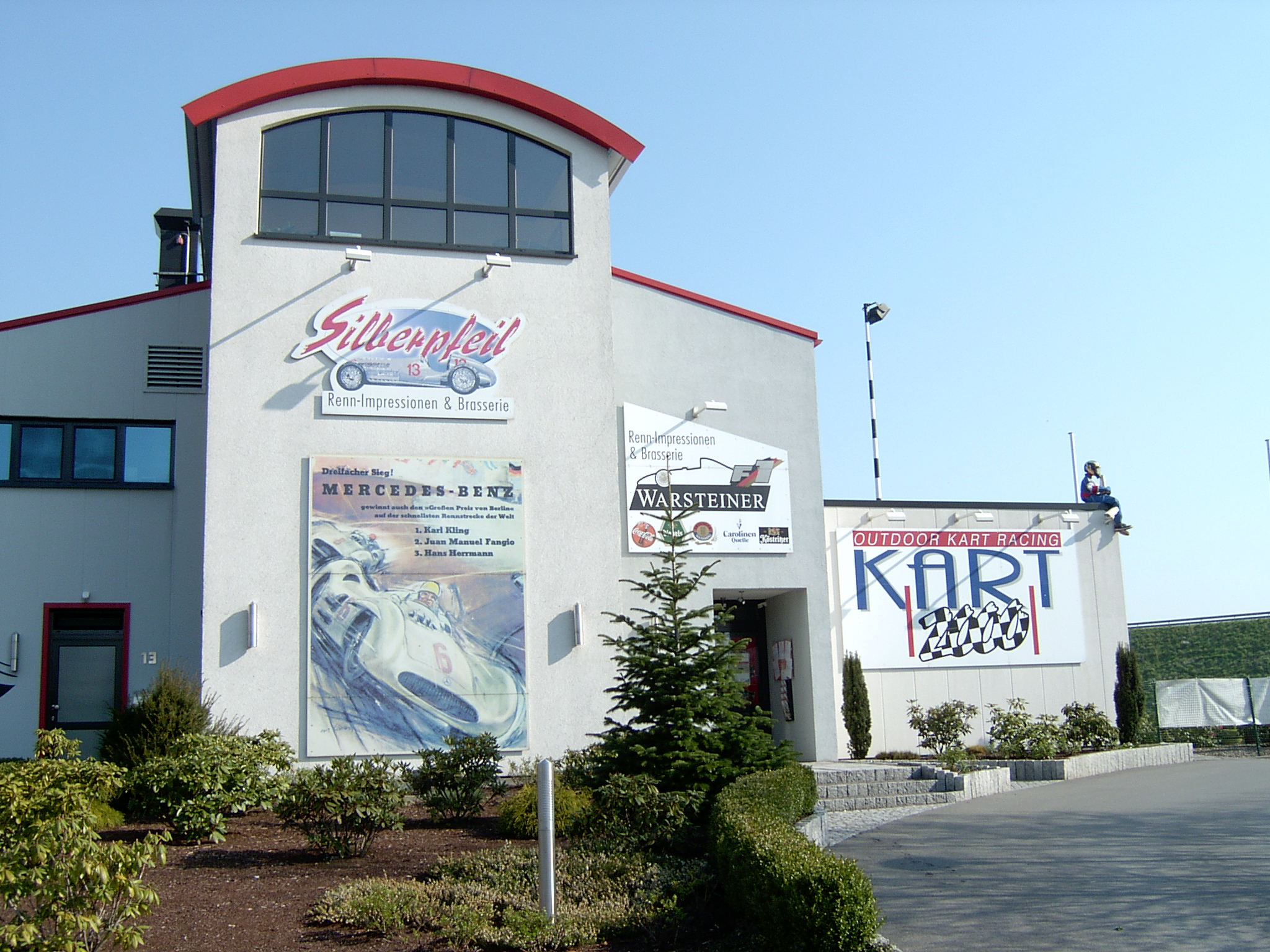
Kartbahn

Zu den Sportvereinen gehören unter anderem der TV Häver für Breitensport, der Tennisclub TSG Kirchlengern-Randringhausen, der Fechtclub Quernheimer FC, der Schachclub SGEM Kirchlengern sowie die Fußballvereine VfL Klosterbauerschaft, BV 21 Stift Quernheim und Rot-Weiß Kirchlengern. 26 Vereine mit rund 5.100 Mitgliedern haben sich im Gemeindesportverband Kirchlengern zusammengeschlossen. Auf der Kartbahn im Ortsteil Kirchlengern kann auf einer 610 Meter langen Rennstrecke Motorsport betrieben werden. Größte Sporthallen sind die Dreifachsporthalle mit Tribüne für 500 Zuschauer an der Gesamtschule und die Sporthalle in Quernheim.

Daneben gibt es unter anderem 5 Sportplätze, darunter einen Kunstrasenplatz im Friedenstal in Stift Quernheim.

#### Schwimmbäder
Das einzige Schwimmbad Kirchlengerns ist das Hallen- und Freibad Aqua Fun.

### Regelmäßige Veranstaltungen
- Feuerwehrfest Südlengern
- Sommerfest Kirchlengern
- Winterball der Löschgruppe Klosterbauerschaft / Stift Quernheim
- Sportlerball am ersten Samstag im Februar in der Sporthalle in Quernheim
- Tanz in den Mai der Werbegemeinschaft an der Gaststätte Myer Zwo in Stift Quernheim
- Aufstellen des Maibaums am 1. Mai in Südlengern
- Aufstellen des Tannenbaums am 1. Advent in Südlengern
- Weihnachtsmarkt der Erich Kästner-Gesamtschule am letzten Freitag im November
- Weihnachtsmarkt am ersten Donnerstag und Freitag im Dezember an der Stiftskirche
- Weihnachtsmarkt am 2. Advent in Kirchlengern
- Weihnachtsmarkt der Grundschule Stift Quernheim am letzten Donnerstag im November
- Weihnachtsmarkt am 3. Advent in der Klosterbauerschafter Seniorenresidenz

### Kulinarische Spezialitäten
Die Fleischerei Spengemann produziert als Spezialität eine Rostbratwurst Ravensberger Art. Diese Ravensberger Spezialität wird frisch, d. h. nicht vorgebrüht verkauft. Sie sind in hauchzarte Saitlinge abgefüllt und haben einen sehr würzigen und kräftigen Geschmack.

## Wirtschaft und Infrastruktur

### Ansässige Unternehmen

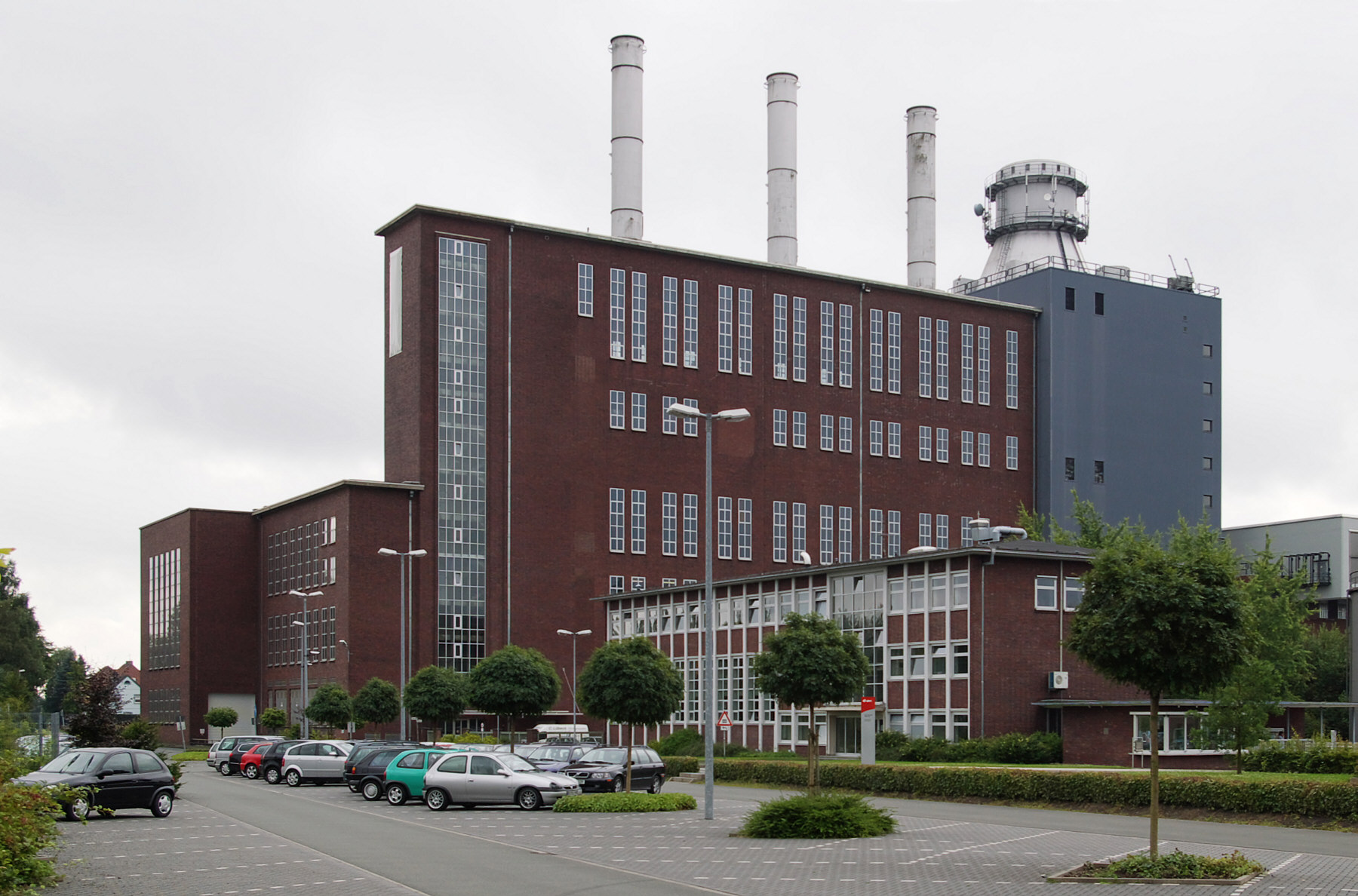
Kraftwerk Kirchlengern

Kirchlengern hat eine vielfältige Wirtschaftsstruktur mit Metall-, Holz-, Glas-, Fördertechnik-, Verpackungs-, Möbel-, High-Tech- und grafischer Industrie. Kirchlengern hat 6.178 sozialversicherungspflichtige Arbeitsplätze (Stand 30. Juni 2014). Größter Arbeitgeber ist die Firma Hettich. Die Hettich Unternehmensgruppe mit Hauptsitz in Kirchlengern ist ein Zulieferer und Dienstleister der Möbelbranche und hat insgesamt 5200 Mitarbeiter, die freilich nicht alle in Kirchlengern arbeiten. Weiterhin ist das  Elektrizitätswerk Minden-Ravensberg  erwähnenswert. Das Unternehmen betreibt das Kraftwerk Kirchlengern zur Stromerzeugung in der Nähe des Bahnhofs Kirchlengerns und ist eine Gesellschaft der  e.on Westfalen Weser AG. Mit 150 Mitarbeitern produziert Dewert elektromotorische Antriebssysteme für den Pflege-, Hospital- und Möbelbereich. Der Marketing- und Einkaufsverbund emendo, dem derzeit (Stand Dezember 2016) ca. 250 EDV-Fachhändler und Systemhäuser deutschlandweit angeschlossen sind, hat in Kirchlengern seinen Hauptfirmensitz. Menke produziert wie viele Firmen im Kreis Herford Möbel. Die Großfleischerei Spengemann ist besonders für ihre westfälische Rostbratwurst bekannt.
In Kirchlengern ist außerdem das Möbelhaus Möbel Heinrich mit einer Filiale vertreten, die seit Oktober 2010 einen Verkaufsraum von über 20000 m² hat.

### Verkehr

#### Schienen- und Busverkehr

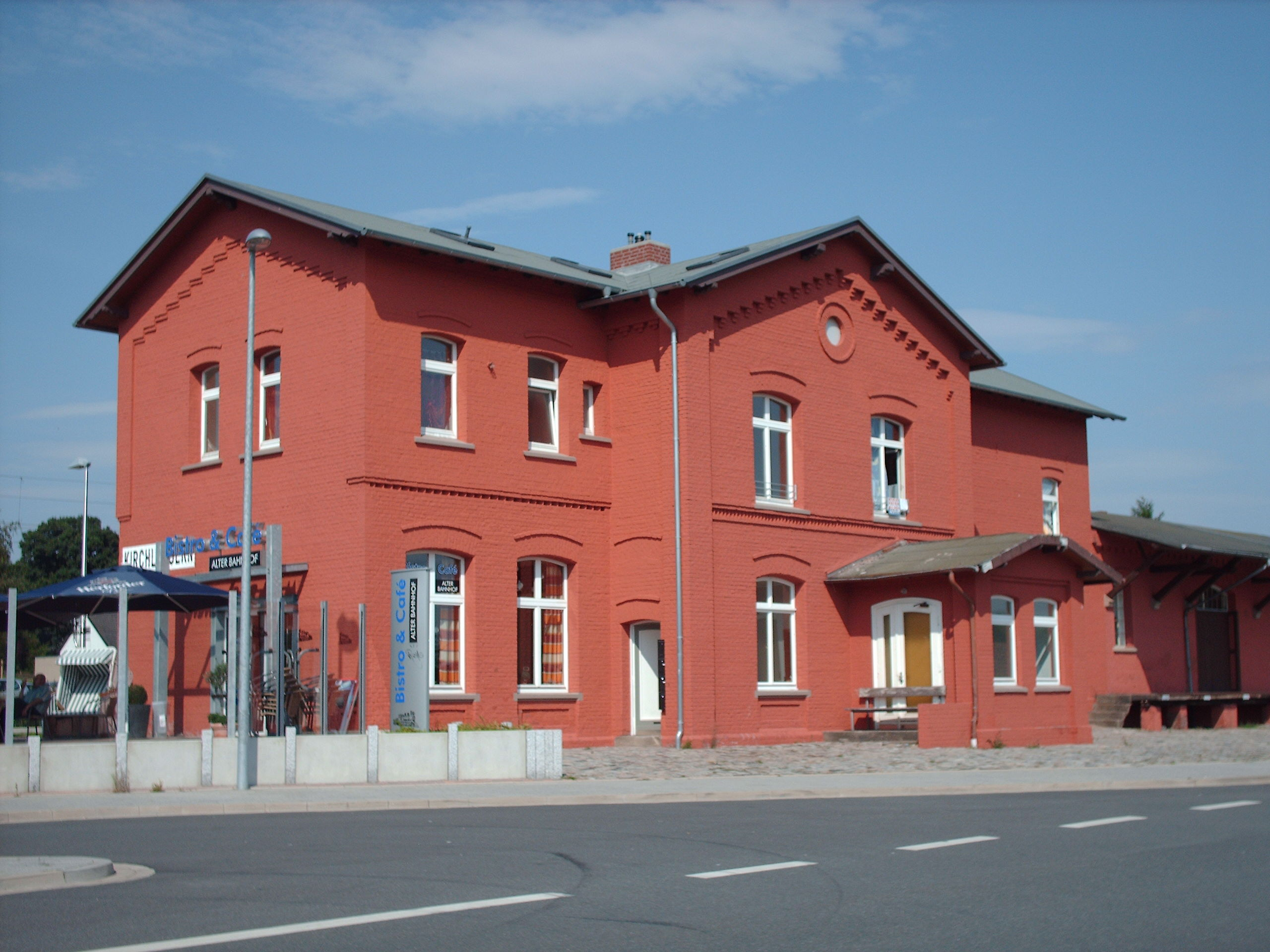
Empfangsgebäude des Bahnhofs

Der Bahnhof Kirchlengern liegt an der Bahnstrecke Löhne–Rheine, von der hier eine 4 km lange Bahnstrecke Herford–Kirchlengern als Querverbindung zur Bahnstrecke Hamm–Minden abzweigt. Die Bahnsteige sind ohne Stufen erreichbar. Im Schienenpersonennahverkehr verkehren folgende Züge:
| Linie | Verlauf | Takt    | Betreiber     |
| ----- | --- | ------- | ------------- |
| RE 60 | Ems-Leine-Express: Rheine – Hörstel – Ibbenbüren-Esch – Ibbenbüren – Ibbenbüren-Laggenbeck – Osnabrück Altstadt – Osnabrück Hbf – Melle – Bünde (Westf) – Kirchlengern – Löhne (Westf) – Bad Oeynhausen – Porta Westfalica – Minden (Westf) – Bückeburg – Stadthagen – Haste (Han) – Wunstorf – Hannover Hbf – Lehrte – Hämelerwald – Vöhrum – Peine – Vechelde – Braunschweig Hbf Stand: Fahrplanwechsel Dezember 2021 | 120 min | WestfalenBahn |
| RB 61 | Wiehengebirgs-Bahn: Hengelo – Oldenzaal – Bad Bentheim – Schüttorf – Salzbergen – Rheine – Hörstel – Ibbenbüren-Esch – Ibbenbüren – Ibbenbüren-Laggenbeck – Osnabrück Altstadt – Osnabrück Hbf – Wissingen – Westerhausen – Melle – Bruchmühlen – Bünde (Westf) – Kirchlengern – Hiddenhausen-Schweicheln – Herford – Brake (b Bielefeld) – Bielefeld Hbf Stand: Fahrplanwechsel Dezember 2021                          | 60 min  | Eurobahn      |
| RE 62 | Ems-Werre-Express: Rheine – Ibbenbüren – Osnabrück Altstadt – Osnabrück Hbf – Melle – Bünde (Westf) – Kirchlengern – Löhne (Westf) Stand: Fahrplanwechsel Dezember 2023 | 120 min | DB Regio      |
| RB 71 | Ravensberger Bahn: Rahden – Espelkamp – Lübbecke (Westf) – Bad Holzhausen – Mesch Neue Mühle – Bieren-Rödinghausen – Bünde (Westf) – Kirchlengern – Hiddenhausen-Schweicheln – Herford – Brake (b Bielefeld) – Bielefeld Hbf Stand: Fahrplanwechsel Dezember 2021 | 60 min  | Eurobahn      |

Am 22. Mai 1891 ereignete sich hier der Eisenbahnunfall von Kirchlengern.
Die Ortsteile werden von einer Ortsbuslinie (Ringlinie) bedient. Regionalbusse fahren nach Herford und Bünde. Löhne ist mit einem Anrufbus erreichbar.
Kirchlengern gehört zum Bereich des Westfalentarifs.

#### Straßenverkehr
Kirchlengern ist über die B 239, die zwischen Lübbecke und Herford den Anschluss an die A 30 herstellt, an das Fernstraßennetz angebunden.

#### Fahrradverkehr
Durch das Stadtgebiet verläuft u. a. der Else-Werre-Radweg (54,5 km von der Bifurkation zur Werremündung in Bad Oeynhausen) und die BahnRadRoute Weser-Lippe (350 km von Bremen nach Paderborn). Das Radverkehrsnetz ist beschildert.

## Medien
Als Tageszeitungen erscheinen die Neue Westfälische und das Westfalen-Blatt mit Lokalteil für Kirchlengern. Das Lokalradio Radio Herford ist in Kirchlengern auf 94,9 MHz zu empfangen.

## Öffentliche Einrichtungen

### Gemeindebücherei
Im Fachwerkhaus Ostermeiers Hof ist die Gemeindebücherei mit 16.000 Medien, darunter auch Videos, DVDs und CDs, untergebracht.

### Aqua Fun
Das Spaßbad Aqua Fun besitzt ein Innen- und Außenbecken, Solebereiche, Whirlpool, 80-m-Riesenrutsche, Kinderplantschbecken, Sprungbecken im Außenbereich sowie eine Saunalandschaft. Das Bad ist seit Mitte 2020 wegen eines Legionellen-Problems geschlossen und wird durch einen Neubau ersetzt, der Ende 2021 bezugsfertig sein soll.

### Rathaus
Das Rathaus wurde in den 1990er Jahren für 2,4 Millionen Euro neu erbaut, da das alte Rathaus zu klein geworden war. Es gab mehrere Planungsalternativen, unter anderem auch eine Variante die ein Café im Rathaus beinhaltete. Bürgerproteste und hohe Kosten resultierten schließlich in einer günstigeren Bauvariante ohne Cafe.

### Straßenverkehrsamt Herford
Als größte Außenstelle der Kreisverwaltung Herford befindet sich deren Straßenverkehrsamt in Kirchlengern.

### Bildung
Kirchlengern hat drei Grundschulen in Kirchlengern/Häver, Stift Quernheim und Südlengern. Die Erich-Kästner-Gesamtschule ist eine Zweigstelle der Gesamtschule in Bünde. Die Sekundarstufe II befindet sich ausschließlich am Standort Bünde. Außerdem gibt es eine Förderschule mit Schwerpunkt Lernen (Albert-Schweitzer-Schule), eine Berufs- und Berufsfachschule (Berufsbildungs-Zentrum Metall), die Musikschule der Gemeinde Kirchlengern sowie die Gesundheitsschule Kirchlengern.

## Persönlichkeiten

### Söhne und Töchter der Gemeinde
In Kirchlengern sind geboren:

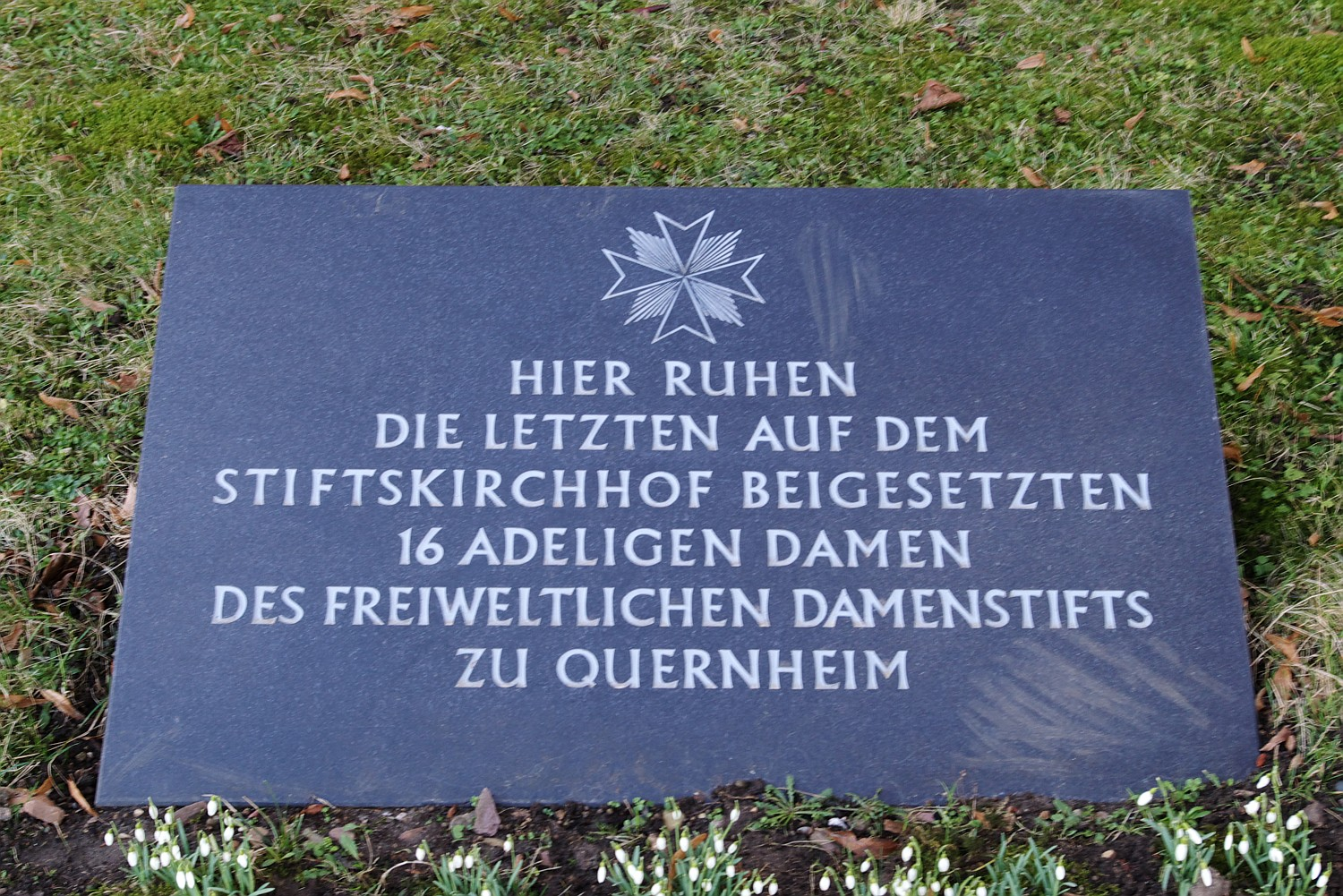
Gedenkplatte für die letzten adligen Damen im Damenstift Quernheim

- Friedrich Neuhaus (1797–1876), deutscher Architekt und preußischer Baubeamter.
- Der Verleger August Velhagen (1809–1891) wurde in Quernheim als Sohn des Stiftsamtsmannes geboren.
- Der Rittergutsbesitzer, Regierungsbeamter und Politiker Georg Franz Diedrich Ubaldus von Borries (1811–1870) wurde auf Gut Steinlacke geboren.
- Ernst Heinrich Lindemann (1833–1900), deutscher Politiker und Bürgermeister von Dortmund, Düsseldorf und Essen wurde in Kirchlengern geboren.
- Der Rittergutsbesitzer, Regierungsbeamter und Politiker Rudolf von Borries (1843–1890) wurde auf Gut Steinlacke geboren.
- Der Jurist und Landrat des Kreises Springe Arnold von Laer (1865–1924) wurde auf Gut Oberbehme geboren.
- Der deutsche Politiker Karl Kreft (1879–1932) wurde in Kirchlengern geboren. Er war Abgeordneter in der Weimarer Nationalversammlung.
- Silas Heidenreich

### Weitere Persönlichkeiten
- Der ehemalige Bundestagsabgeordnete Reinhard Göhner (* 1953) lebt mit seiner Familie auf einem Bauernhof in Kirchlengern und züchtet dort Pferde.
- Die späteren Bischöfe Matthias König (* 1959) und Hubert Berenbrinker (* 1950) waren Pastoren in Kirchlengern.
- Die adligen Cornbergs waren in Kirchlengern begütert.
- Der Schauspieler Andreas Hermann (* 1983) lebte in seiner Jugend in Kirchlengern.
- Der Country- und Schlagersänger Gunter Gabriel wuchs in Kirchlengern auf und war gelegentlich Gast auf dem Feuerwehrfest in Südlengern